# 赵冠英
赵冠英（1916年—1989年1月23日），男，河南内黄人，中国人民解放军将领、中国人民解放军开国少将。曾任中国人民志愿军20兵团副参谋长。

## 生平
1955年，授予中国人民解放军少将。